# Christopher Jähnert
Christopher Jähnert (* 1988 in Mannheim) ist ein deutscher Journalist und Autor. Er arbeitet für den ARD-Hörfunk und die Tagesschau.

## Biografie
Christopher Jähnert absolvierte 2008 ein Volontariat beim privaten Radiosender Radio Ton. Seit 2010 arbeitet er für den SWR, zunächst für das Jugendradio Dasding. 2018 wechselte er als Korrespondent ins ARD-Hauptstadtstudio Berlin und arbeitet dort als stellvertretender Leiter. 2023 wurde er mit dem Kurt-Magnus-Preis ausgezeichnet. Dabei wurde besonders sein Podcast über Christian Wulff gewürdigt. Gemeinsam mit Stefan Benk erhielt er 2015 den Deutschen Hörbuchpreis für „Easy does it – Cro, die Maske und der Ganze Rest“. Seit 2024 tritt er zudem als Moderator und Autor für den Deutschlandfunk auf.